# Multishow ao Vivo: Ivete Sangalo - 20 Anos
Multishow ao Vivo: Ivete Sangalo 20 Anos é o quarto álbum ao vivo e filme-concerto da artista musical brasileira Ivete Sangalo, Produzido para a série Multishow ao Vivo promovida pela rede de televisão de mesmo nome, sendo o quarto e último lançamento da parceria. O projeto foi gravado durante uma apresentação realizada na Arena Fonte Nova, em Salvador, Bahia, para 50 mil pessoas, no dia 14 de dezembro de 2013. O álbum foi lançado no dia 6 de maio de 2014 pela Universal Music em formato de CD, assim como o filme que foi lançado em formago de DVD. A produção é assinada pela própria cantora em parceria com Radamés Venâncio e o britânico Nick Wickham. O projeto festeja os 20 anos de carreira de Sangalo e é realizado no mesmo lugar onde a artista gravou seu primeiro álbum ao vivo MTV ao Vivo: Ivete Sangalo, dez anos antes, comemorando seus 10 anos de carreira. Sangalo anunciou oficialmente a gravação do álbum em 17 de dezembro de 2012, em uma coletiva de imprensa, após visitar as obras da Fonte Nova.
O álbum conta com as participações dos cantores brasileiros Bell Marques, ex-vocalista da banda Chiclete com Banana, Alexandre Pires, Saulo, ex-vocalista da Banda Eva, e Alexandre Carlo, vocalista da banda de reggae, Natiruts. Além do grupo britânico Stomp. O repertório revisita sucessos antigos de seu catálogo, além de oito faixas inéditas e covers de canções famosas de artistas internacionais como Bob Marley, Smokey Robinson e Stevie Wonder, um de seus maiores ídolos.
Multishow ao Vivo: Ivete Sangalo 20 Anos foi promovido através de uma série de performances em programas televisionados e a décima segunda turnê de Sangalo, a IS20 Tour, com datas no Brasil, América do Norte e Europa. Em novembro de 2013, a Universal Music lançou o primeiro single do álbum, "Tempo de Alegria", sucesso nas principais paradas de sucesso no Brasil. No dia 15 de abril de 2014, foi anunciado que a canção "Amor Que Não Sai" seria o segundo single do álbum, tendo seu lançamento nas rádios no dia posterior, 16 de abril, e seu videoclipe lançado no dia 17 de abril. A canção foi colocada para download digital em 24 de abril. "Beijo de Hortelã", foi o terceiro single do disco, e "Pra Frente" encerrou a divulgação do projeto.
O álbum recebeu em sua maioria críticas extremamente positivas, com os críticos destacando que o álbum como seu melhor registro ao vivo, apontando a seleção do repertório e figurino como pontos altos do álbum, além de terem apreciado a superprodução do show. O projeto também foi bem recebido comercialmente, vendendo mais de 500 mil unidades de seu DVD e mais de 60 mil de seu CD, ambos na sua primeira semana, recebendo assim certificado de platina duplo e de ouro, respectivamente, pela Associação Brasileira de Produtores de Disco. Em 2014, o álbum ganhou o Grammy Latino de Melhor Álbum de Pop Contemporâneo Brasileiro.

## Antecedentes e lançamento
"É uma emoção enorme poder gravar novamente um DVD em Salvador e não poderia ser em outro lugar, senão na Arena Fonte Nova, agora muito mais moderna e que vai proporcionar um momento único para mim e meus fãs".

— Ivete Sangalo.
Após a gravação e lançamento do bem-sucedido álbum Multishow ao Vivo: Ivete Sangalo no Madison Square Garden (2010), Sangalo participou ao lado dos conterrâneos Gilberto Gil e Caetano Veloso do especial de fim de ano de 2011 promovido pela Rede Globo, Ivete, Gil e Caetano, que posteriormente foi lançado pela Universal Music, vendeu mais de 50 mil cópias e venceu o Grammy Latino de Melhor Álbum de Música Popular Brasileira. Em outubro de 2012, a cantora lançou seu sétimo álbum de estúdio chamado Real Fantasia e entrou em turnê para promoção do projeto. Apesar de boas críticas, o álbum extraiu apenas um hit, a canção "Dançando", e vendeu mais de 250 mil cópias e recebeu certificado de ouro pela ABPD. Em 17 de dezembro de 2012, durante uma visita às obras da Arena Fonte Nova, ao lado de representantes da arena multiúso a cantora assinou um contrato de parceria para a gravação de seu novo álbum em dezembro de 2013. Durante a coletiva de imprensa, a artista disse que "gostaria muito de agradecer a confiança e a tranquilidade de como as coisas aconteceram. É com muita alegria que anuncio meu DVD em Salvador, em casa". Durante a visita, Dênio Cidreira, presidente do Consórcio Arena Fonte Nova, comentou que "existia a luta para que artistas baianos começassem a aproveitar esse espaço da arena multiuso. Mas ainda não está nada definido. Ivete será o primeiro DVD, isso eu posso garantir. Nenhum DVD será gravado antes do de Ivete", pontuou. O evento aconteceu no mesmo local onde, dez anos antes, Sangalo comemorou os dez anos de sua carreira registrando uma apresentação com a presença de mais de 60 mil pessoas, que foi lançada em 2004, MTV ao Vivo: Ivete Sangalo, e vendeu mais de 700 mil cópias.

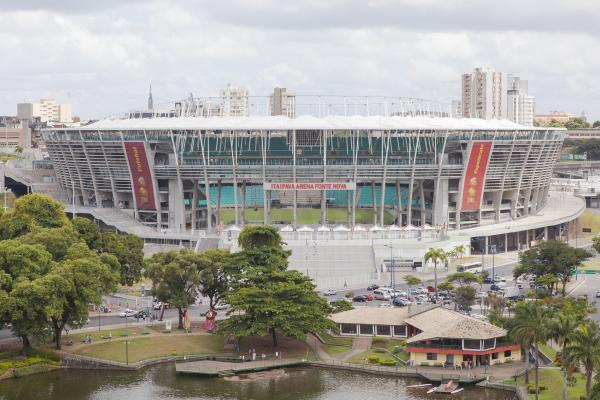
Arena Fonte Nova, local do show.

Em 4 de dezembro de 2013, a Sangalo promoveu uma coletiva de imprensa no qual apresentou o projeto à imprensa, iniciando no mesmo dia, também, os ensaios para o concerto. O show foi gravado em 14 de dezembro, No total, foram usadas mais de 400 toneladas de equipamentos para a realização do evento. Mais de 20 câmeras registram cada passo da cantora, dos músicos e dançarinos e do público. Com exceção da estrutura do palco, todos os outros equipamentos foram todos importados. Além das vinte câmeras, distribuídas entre gruas e soltas na Arena, a gravação contou com a tecnologia da SipderCam, versátil sistema de câmera aérea que realiza movimentos verticais e horizontais, com helicóptero para tomadas aéreas e mais de 1200m² de Led. Sangalo assina a direção artística do projeto. Elísio Lopes é o diretor assistente. Já a direção musical, a artista divide com o maestro Radamés Venâncio. A direção de vídeo é de Nick Wickmam, que já fez trabalhos para artistas como
Shakira, Madonna e Beyoncé. O light design é assinado por Denny Nolan e Marcos Olívio. Já o set design tem a assinatura de Ludmila Machado e Bijari. Além de Sangalo ter assinado também a direção cênica. A cantora também desenhou cenários, elaborou os figurinos, criou o projeto de iluminação e escreveu o roteiro, divido por assuntos. O projeto teve um custo de R$ 3 milhões de reais. A venda dos ingressos para o concerto começaram em 20 de setembro e o primeiro lote custou de R$ 70,00 (inteira) na arquibancada, R$ 90,00 (inteira) na pista e R$ 700,00 (valor único) para o camarote "all inclusive", e poderiam ser adquiridos através do site da BlueTicket. A retirada dos ingressos poderia ser feita antecipadamente na bilheteria da Arena. Seis dias após o começo das vendas, o primeiro lote se esgotou, camarote e pista, e começou a venda do segundo lote através do site BlueTicket, dessa vez com o camarote custando R$ 800,00 e os demais setores com os mesmos preços.
No dia 16 de abril de 2014, a cantora revelou a capa do DVD através de suas mídias sociais. Na capa, a cantora aparece em meio aos painéis de LED utilizados na gravação do trabalho com o braço esquerdo para cima enquanto aponta para o alto, usando um hotpant azul escuro com brilhos e um desenho de uma máscara de carnaval. Um 'teaser' com imagens aéreas do show também foi lançado. A versão em vídeo do projeto foi transmitido pelo Multishow pela primeira vez em 4 de maio de 2014, enquanto o lançamento nos formatos disco compacto, download digital e disco digital de vídeo ocorreu em 6 de de maio.

## Produção e repertório
O primeiro bloco se chama "Bloco Pop" e traz hits como "Acelera aê", "Festa", "Sorte Grande", que se tornaram um medley, onde a última canção tem forte influência do funk carioca, "Na Base do Beijo", "Vejo o Sol e a Lua" e "Dançando". Além disso, o bloco conta com as inéditas "Tempo de Alegria", "Obediente", "Pra Frente" e "Pra Você", um dueto com o ex-vocalista da banda Chiclete com Banana, Bell Marques. O segundo bloco é conhecido como o bloco "reggaeiro", trazendo como canção de abertura "No Meio do Povão", retirada do último álbum de estúdio da cantora, Real Fantasia (2012), contando com o grupo britânico de dança percussiva Stomp, cujos músicos-bailarinos tiram sons do próprio corpo e de objetos como baldes e vassouras. O bloco ainda conta com a balada inédita "Amor Que Não Sai", gravada originalmente pela banda baiana Chica Fé em 2011, um medley das canções "Flor do Reggae" e "Mega Beijo", além de dois covers de clássicos internacionais: “Master Blaster (Jammin’)”, de Stevie Wonder, e “Could You Be Loved”, de Bob Marley. Essa conta com participação de Alexandre Carlo, da banda Natiruts.
O terceiro bloco segue com as canções dos tempos da Banda Eva, como "Adeus Bye Bye", além de "Beleza Rara", "Miragem" e "Eva", que juntas com as canções "Tum Tum Goiaba", "Pra Sempre Ter Você" e "Fã" formam outro medley. A cantora também faz um medley com as canções "Faraó Divindade Do Egito", "Ladeira do Pelô" e "Doce Obsessão" - os dois primeiros da banda Olodum e o último da banda Cheiro de Amor. Ivete também recebeu no palco o saxofonista Paulinho Andrade, seu companheiro de Banda Eva e cantou "No Brilho Desse Olhar". O bloco encerra com o samba  "Me Engana Que eu Gosto", dueto com o cantor Alexandre Pires, inspirado em "Camisa Amarela" de Ary Barroso. “O momento de Alexandre Pires é um quadro de Carybé”, afirma, referindo-se ao pintor argentino que viveu e morreu em Salvador, autor de quadros de orixás e figuras da cultura da Bahia. “Eu queria muito esse quadro do malandro baiano no meu show. Tive essa ideia e logo entendi que tinha de ser o Alexandre Pires." Logo em seguida, o show conta com o bloco romântico de baladas populares como “Se Eu Não Te Amasse Tanto Assim” e “Quando a Chuva Passar”, além da inédita "Beijo de Hortelã" e de "Só Num Sonho", faixa extraída do álbum "Real Fantasia". O bloco ainda conta com outro clássico internacional: o soul “Cruisin'”, de Smokey Robinson. Nesse número, Ivete conta com a participação de Saulo Fernandes, amigo da cantora e ex-vocalista da Banda Eva. O último bloco traz um trio elétrico cênico, montado pelos bailarinos diante do público, ideia para o desfecho que Ivete teve em um sonho. O bloco conta com os hits "Cadê Dalila", "Empurra-Empurra", "Arerê" e "Música Pra Pular Brasileira", faixa do primeiro álbum da cantora. Para o bis, Ivete encerra com o clássico "Careless Whisper" de George Michael.

### Figurinos e cenários

Croqui do longo vestido vermelho da marca Printing e confeccionado com 15 mil cristais usado por Ivete no bloco romântico do show.

No show, a cantora desfila pelo palco maiôs brilhantes, macacão e vestidos longos, mas é no bis que aparece mais à vontade, de short jeans e camiseta larga estampada com a sua própria foto. Todo visual foi idealizado pela própria Ivete, ficando a cargo de Patrícia Zuffa e Clara Lima a composição de cada peça. As roupas foram inspiradas nos anos 70, hip hop, moda de rua e tradições populares. Segundo Marcelo Tambor, "O projeto atual traz de volta aquela Ivete que todos gostam de assistir; ela desfila a sua beleza em figurinos que ressaltam suas célebres pernas torneadas em boa parte do espetáculo, como também aposta em outros looks que dialogam perfeitamente com a proposta de cada bloco do show."
O início do show conta com Ivete surgindo em um elevador posicionado no centro do gigantesco palco de 75 metros de largura, emoldurado por 1200m² de painel de LED, vestida de rosa e preto, com hotpant e minissaia com brilhos - assinados pela marca Cia. Marítima. Em seguida, a cantora aposta em um macacão que faz alusão à street dance, mas que segundo Marcelo, "a deixou extremamente volumosa no vídeo." No terceiro bloco, a Igreja do Bonfim é retratada ao fundo com a cantora envolvida em uma "belíssima cênica junto ao seu corpo de baile", segundo o crítico. O bloco também conta com bailarinas vestidas de baianas e Ivete em um esvoaçaste vestido branco da estilista Marta Medeiros. Em um dos medleys, o telão exibia imagens dos vários momentos da carreira de shows, carnaval, Festival de Verão, trabalhos no cinema e TV. No bloco das baladas, ela surge em uma plataforma no meio da plateia, num longo vestido vermelho da marca Printing e confeccionado com 15 mil cristais. Para chegar lá, passou encapuzada em meio ao público, cercada por seus seguranças, mas sem grades de separação. Para finalizar, o clima festivo é retomado na passagem mais carnavalesca do projeto, onde uma espécie de trio elétrico é erguido sobre o palco; com direito à Ivete no topo comandando o público que se agita com “mamãe-sacodes”, em referência aos antigos blocos de rua.

## Participações
| |  |  |
| Bell Marques (esquerda) marca presença em "Pra Você", canção escrita pela cantora e Gigi especialmente em homenagem ao cantor. Com "Crusin'", Saulo Fernandes (direita) soma sua sexta participação num projeto com a cantora. |  |  |

Em agosto de 2013, o cantor Bell Marques anunciou na sua página no Twitter, super animado, que foi convidado para participar do DVD, dizendo: “Pra vcs iveteiros que não estão sabendo, eu fui convidado para participar do DVD da querida amiga Ivete, é mole??”. No dia 30 de outubro, Sangalo postou um trechinho de um ensaio para o show, e o disponibilizou na web. O cantor também comentou na sua rede social, dizendo: “Que alegria, ontem ensaio com @veveta da música que vou cantar com ela na gravação do DVD dia 14 de dez. MUITO BOM!!! Vou ser recebido com homenagem e tudo mais no dia da gravação. Obrigado Ivete a música é linda”, contou o cantor. Segundo Sangalo, "Eu fiz [a] música para ele, que fala desse momento dele [da saída da banda] com uma forma de amor e de poesia." Depois do dueto em "Pra Você", Bell ainda cantou os sucessos "Diga que Valeu" e "Voa Voa". No dia 22 do mesmo mês, foi anunciado que Sangalo convidou o cantor Alexandre Pires para participar do DVD. No mesmo dia, foi anunciado que o cantor já tinha aceitado o convite. "Como poderia recusar um convite da Ivete? Sou fã e, além disso, tenho o privilégio de ser amigo dela", disse Alexandre. Segundo a própria Sangalo, "Eu fiz um samba com Gigi e Radamés, e falei, 'Samba só pode ser cantado por Alexandre Pires.'" Sozinho no palco, ele cantou o sucesso do "Essa tal Liberdade" e outras canções de sua autoria. No dia 30, Sangalo postou uma foto ao lado de Saulo Fernandes na sua conta no Instagram, confirmando o dueto. No dia 3 de dezembro, na coletiva de imprensa da gravação do DVD, Sangalo confirmou que eles regravariam um clássico dos anos 70 com um arranjo de samba-reggae. Saulo já é um antigo colaborador da interprete e também foi vocalista da Banda Eva, sendo no DVD da banda, Banda Eva 25 Anos Ao Vivo (2005), a primeira colaboração dos dois, na canção "Não Me Conte Seus Problemas". Em seguida, os dois cantaram a canção "Não Precisa Mudar" para o segundo álbum ao vivo da cantora, Multishow Ao Vivo: Ivete no Maracanã (2007). Já em 2008, os dois se uniram no projeto "Veveta e Saulinho - A Casa Amarela" (2008), onde interpretavam juntos canções infantis. Em 2009, os dois interpretaram a canção "Vale Mais" para o sexto álbum de estúdio da cantora, Pode Entrar. Em 2013, Sangalo participou do primeiro álbum ao vivo de Saulo, Saulo ao Vivo, na canção "União". No DVD, os dois interpretam "Cruisin'". Após a performance, Saulo cantou sucessos como 'Raiz de Todo Bem', 'Circulou' e 'Anjo', além de declarar seu amor à amiga com 'Como É Grande o Meu Amor por Você' em ritmo de ijexá.
No dia 3 de dezembro, foi anunciada a participação da banda baiana Olodum no DVD. Já dia 10, foi confirmado que o grupo percussivo americano Stomp iria participar do DVD. Segundo a cantora, "Eu fui à Nova Iorque [...], fazendo alguma coisa a trabalho e eu estava com minha amiga Cecília, e eu falei, 'Cecília, tô querendo trazer o Stomp', e eu já conhecia a história do Stomp, que é de Londres a primeira ideia, depois veio pra Broadway e eu sempre quis ver, aí fui, fiquei maravilhada e coincidentemente ali no Stomp tinha um amigo nosso baiano, percussionista Marivaldo, e aí eu falei, 'Um dia eu vou tocar com esses caras', [...] e fazendo a turnê nos Estados Unidos, convidei Luke, que é o idealizador do Stomp, e convidei ele e o Marivaldo para o meu show em Miami, aí eles foram e eu falei, 'Bicho, eu tenho uma música, que chama 'No Meio do Povão', é uma música que fala exatamente dessas levadas que entram na vida da gente, a gente balança até sem querer, e eu queria que vocês fizessem um pré-arranjo com a minha participação e depois a gente fizesse um crossover de banda junto com o Stomp, fazer parte do arranjo,' e aí a gente foi criando, quando eu vi, eu falei, 'Meu Deus, isso é um sonho.'" Alexandre Carlo, vocalista do Natiruts, foi o terceiro convidado e cantou ao lado de Ivete o clássico do reggae "Could You Be Loved" de Bob Marley. Segundo a cantora, "Adoro reggae. E o Alexandre representa muito bem o estilo no país." Em seguida, ele ainda cantou a canção "Quero ser feliz também", tendo a parceria do público no vocal, enquanto a anfitriã fazia mais uma troca de figurino.

## Recepção

### Crítica
| Críticas profissionais | Críticas profissionais |
| Avaliações da crítica  | Avaliações da crítica  |
| Fonte                  | Avaliação              |
| ---------------------- | ---------------------- |
| Axé Revista            | [ 34 ]                 |
| Notas Musicais         | [ 46 ]                 |

Criticamente, Multishow ao Vivo: Ivete Sangalo 20 Anos recebeu críticas extremamente positivas pela maioria dos críticos de música música contemporânea. Mauro Ferreira do Notas Musicais classificou o álbum como "o melhor registro de show da estrela da música," [...] "tanto do ponto vista técnico quanto musical, o DVD faz jus à importância da artista no mercado musical brasileiro." Segundo Mauro, "a primorosa filmagem consegue captar a grandiosidade da produção sem distanciar a cantora do espectador que vê o show pela tela da TV. Diferentemente do megalomaníaco 'Multishow ao vivo Ivete Sangalo no Madison Square Garden', pontuado por momentos e figurinos bizarros, o espetáculo dos 20 anos tem mais foco, mais coerência com a trajetória seguida por Ivete nessas duas décadas de carreira [...] e está mais em sintonia com a personalidade carismática de Ivete (inclusive nos figurinos, adequados). Apesar de achar os duetos com Alexandre Carlo e Saulo Fernandes "insonso" e "sem alma", respectivamente, o crítico apontou que "a lembrança de Adeus, bye, bye - sucesso do primeiro álbum da Banda Eva - é momento iluminado da festa dos 20 anos," além de destacar as faixas "Muito Obrigado Axé" e o medley "Faraó, Divindade do Egito/Ladeira do Pelô/Doce Obsessão". Por fim, Mauro encerrou a crítica dizendo que "'Multishow ao vivo - Ivete Sangalo 20 anos' é retrato fiel de uma bem-sucedida artista de 42 anos ainda em pleno domínio da voz - bela e afinada, o que não impede algumas interpretações mais largadas - e do carisma que sempre impulsionou sua carreira."
Marcelo Tambor da Axé Revista concordou com Mauro ao dizer que o projeto "é simplesmente o trabalho que melhor retrata as raízes musicais da cantora e sua capacidade de ser uma artista tão plural. É um DVD predominantemente festivo, vibrante, mas que não deixa de contemplar toda a versatilidade da multifacetada Ivete." Marcelo também positivou a participação de Olodum e segundo ele, "o registro impressiona pela qualidade técnica impregnada em todos os detalhes: seja no desempenho magistral de uma inspirada Banda do Bem, seja nas belíssimas imagens captadas, inclusive, por uma spidercam importada da Alemanha." O crítico também notou que "com uma superprodução digna de quem durante 20 anos deu as cartas no gênero que a consolidou e mostrando bastante fôlego para continuar trilhando seu caminho de sucesso, Ivete Sangalo marca mais um golaço e reitera sua popularidade em seu melhor registro ao vivo, distanciando-se ainda mais do abismo que a separa das demais candidatas à divas 'brazucas' - até porque nenhuma outra cantora construiu uma história com tamanha solidez, sem atropelos e contando com tanta aclamação popular como ela."
Chris Fuscaldo do site de mesmo nome, foi positiva em sua avaliação da obra, escrevendo que "Nesses 20 anos de carreira, Ivete já foi somente um sinônimo de Carnaval baiano, mas voou alto ao mostrar que sabe o que cantar quando não está em festa. Não dá para dizer que são boas as letras de músicas como Obediente (essa começa contando uma história e vira uma coisa esquizofrênica). Mas, assim como Cadê Dalila e tantas outras, são canções que funcionam em cima do trio elétrico. A bela Só Num Sonho e o já clássico Se Eu Não te Amasse Tanto Assim – que emocionou demais a plateia – mostram que um dos maiores trunfos da artista é saber cantar a música certa na hora certa".
O álbum ainda foi indicado ao Grammy Latino de Melhor Álbum de Pop Contemporâneo Brasileiro, concorrendo com nomes como Marília Bessy e Ney Matogrosso, Ana Carolina, Vanessa da Mata e Jota Quest. No dia 20 de novembro, foi anunciado que Ivete tinha vencido o Grammy, se tornando o seu segundo Grammy solo e terceiro ao todo. Um vídeo postado pela cantora no Instagram, onde ela comemora o Grammy em cima de uma cama se tornou 'viral' pela internet.

### Comercial
Comercialmente Multishow ao Vivo: Ivete Sangalo 20 Anos foi um sucesso comercial. O CD e o DVD debutaram em primeiro lugar no ranking da ABPD. O CD permaneceu em primeiro lugar no Brasil por oito semanas consecutivas, em um total de 14 semanas na parada "Brazil Albums" da Billboard Biz. O DVD permaneceu doze semanas entre os dez mais vendidos no Brasil. Em uma semana de lançamento do álbum, pela Pro-Música Brasil certificou a a edição em DVD do álbum duas certificações de platina pelas mais de 100 mil cópias comercializadas e 40 mil cópias com a versão do CD, sendo atribuído o certificado de disco de ouro.  Segundo a Associação Brasileira dos Produtores de Discos o disco fechou o ano de 2014 como o sétimo DVD mais vendido de todo o Brasil.

## Turnê e promoção
De modo a promover o álbum, Sangalo embarcou na sua décima segunda turnê, a IS20 Tour, com datas no Brasil, América do Norte e Europa. A turnê estreou em 2 de agosto, em Vitória, Espírito Santo, sendo a segunda vez que uma digressão começa fora do nordeste. O repertório foi constituído de grandes sucessos dos 20 anos de carreira de Sangalo, incluindo algumas já não interpretadas por ela há algum tempo, como "Manda Ver", "Adeus Bye Bye", "Tum, Tum, Goiaba", "Fã" e "Pra Sempre Ter Você". Também foram incluídas versões de "Could You Be Loved", de Bob Marley, "Faraó Divindade do Egito", de Margareth Menezes, "Ladeira do Pelô", de Olodum e "Doce Obsessão", de Cheiro de Amor. O diferencial da turnê foi a interatividade entre palco e trio elétrico, onde Ivete começava o show em cima do convencional e, em certo ponto, se transferia para o viículo, atravessando em meio ao público. A parte técnica trouxe um painel de LED de 1200m², assinado pela marca Cia. Marítima. Os shows foram divididos em cinco blocos, sendo o primeiro onde Ivete entra por um elevador no centro do palco, seguido por outro trazendo as faixas coreografadas. No terceiro bloco, a Igreja do Bonfim é retratada ao fundo, com Sangalo sob as vestes tradicionais das baianas de vestido rodado de renda. No bloco das lentas Ivete canta com seu violão num longo vestido vermelho da marca Printing e confeccionado com 15 mil cristais. O último bloco é sob um trio elétrico – o qual o contratante poderia escolher pelo real ou pelo figurativo em paineis de LED.
Além de uma digressão, Sangalo fez apresentações em uma variedade de programas de televisão. Em 7 de maio de 2014, a cantora se apresentou no programa Altas Horas da Rede Globo, cantando os singles do álbum, "Tempo de Alegria" e "Amor Que Não Sai", além de "Faraó, Divindade do Egito" e o medley das canções "Aceleraê/Festa/Sorte Grande", presente no álbum. No dia 11, O apresentador Fausto Silva recebeu Sangalo em seu programa, no qual cantou os singles do álbum "Tempo de Alegria" e "Amor Que Não Sai", além dos sucessos anteriores, "Sorte Grande" e "Festa". No dia 17, Sangalo esteve no Programa do Jô, onde cantou "Tempo de Alegria", "Amor Que Não Sai" e seu sucesso anterior "Na Base do Beijo", sendo também entrevistada pelo apresentador Jô Soares. Ainda no dia 30 de maio, Sangalo compareceu no Mais Você, onde cantou "Tempo de Alegria" e "Amor Que Não Sai", No dia seguinte, apresentou no Caldeirão do Huck com as canções "Pra Frente" e "Tempo de Alegria". Entre novembro e dezembro, Sangalo participou de vários programas de TV, incluindo Programa da Sabrina da Record TV, Programa do Ratinho do da SBT e novamente no Caldeirão do Huck da Rede Globo, onde cantou alguma das canções anteriormente citadas.

## Singles
O primeiro single do álbum foi a canção "Tempo de Alegria", de autoria de Gigi, Magno Sant’anna e Filipe Escanduras. Com toques eletrônicos no arranjo dançante, a faixa foi lançada no dia 5 de novembro de 2013. Segundo Ivete, "a música fala da emoção de estar no palco, de ver todo mundo cantando junto, algo que é sempre único. É um 'Tempo de Alegria', de celebrarmos juntos esses 20 anos e o nosso amor." No dia 4 de fevereiro de 2014, a versão ao vivo da canção, gravada na Fonte Nova, foi lançada no iTunes. "Tempo de Alegria" conquistou a 19ª posição nas paradas da Billboard Brasil e foi a 82ª canção mais tocada nas rádios em 2014. O segundo single do álbum foi a canção "Amor Que Não Sai", um reggae com composição de Gigi e Dan Kambaiah. A canção foi lançada nas rádios no dia 16 de abril, e seu videoclipe no dia posterior, 17. "Amor Que Não Sai" alcançou a posição de número 21 no Brasil Hot 100 Airplay da Billboard Brasil e terminou o ano na 70ª posição das canções mais tocadas nas rádios do Brasil em 2014. "Beijo de Hortelã" foi anunciada como terceiro single no site oficial de Sangalo no dia 4 de setembro, sendo lançada nas rádios do Nordeste no mesmo dia. Posteriormente, a canção foi lançada no iTunes no dia 23 de setembro. A canção foi incluída na trilha sonora nacional da novela Império da Rede Globo, como tema de locação. "Beijo de Hortelã" atingiu a posição de número 48 nas paradas de sucesso.
"Pra Frente" foi anunciada como quarto single e lançada nas rádios em 26 de novembro. Sangalo afirmou que escolheu a música para ser o hit para o carnaval de 2015: "um mantra de positividade".
"Só Num Sonho" foi lançada como quinto single do álbum e lançada nas rádios em 17 de abril de 2015.

## Créditos
| - Ivete Sangalo — vocais, direção de show, produção - Radamés Venâncio — direção musical e teclados - Gigi — baixo - Jaguar — guitarra e violão - Diego Freitas — bateria - Elbermário Barbosa, Henrique Souza "Ambru", Kainâ do Jêje e Cara de Cobra — percussão - Junior Maceió e Nogueira — saxofones - Gilberto Junior e Rudney Machado — trompetes - Ferreyrinha — trombone - Danilo Bec, Tito Bahiense e Patrícia Sampaio — vocais de apoio - Olodum — percussão em Faraó Divindade do Egito / Ladeira do Pelô / Doce Obsessão - Paulinho Andrade— sax-soprano em No Brilho Desse Olhar - Nick Wickham — produção - Radamés Venâncio — produção - Direção de vídeo — Nick Wickham - Direção musical — Radamés Venâncio | - "Jair Bispo" - "Jorlan Gama" - "Lucas Souza" - "Mychel Cruz" - "Williams Ferreira" - "Estevam Costa" - "Clodo Santana" - "Juliana Paiva" - "Edilene Alves" - "Ana Talita" - "Maíra Medrado" - "Marcela Botelho" - "Bboy Chaverinho" - Bell Marques — "Pra Você" - The Stomp — "No Meio do Povão" - Alexandre Carlo — "Could You Be Loved" - Alexandre Pires — "Me Engana Que Eu Gosto" - Saulo em Cruisin |

## Faixas
| CD (edição padrão) |                                                                                   | |         |  |
| N.º                | Título                                                                            | Compositor(es) | Duração |  |
| 1.                 | "Tempo de Alegria"                                                                | Filipe Escandurras Gigi Magno Sant’anna | 3:39    |  |
| 2.                 | "Acelera Aê (Noite do Bem) / Festa / Sorte Grande"                                | Dan Kambaiah Fabinho O'Brian Gigi Sant'Anna Anderson Cunha Lourenço                                                                         | 5:42    |  |
| 3.                 | "Vejo o Sol e a Lua"                                                              | Ramón Cruz | 3:02    |  |
| 4.                 | "Dançando"                                                                        | Felipe Escandurras Márcio Victor Tierry Coringa                                                                                             | 5:06    |  |
| 5.                 | "Obediente"                                                                       | Adson Tapajós Sérgio Rocha Zeca Brasileiro                                                                                                  | 3:03    |  |
| 6.                 | "Pra Frente"                                                                      | Gigi Magno Sant'anna Felipe Escandurras | 3:21    |  |
| 7.                 | "Pra Você" (part. Bell Marques)                                                   | Gigi Ivete Sangalo | 4:17    |  |
| 8.                 | "Amor Que Não Sai"                                                                | Gigi Dan Kambaiah | 4:17    |  |
| 9.                 | "Could You Be Loved / Citação Musical do Rap: Se Ligue" (part. Alexandre Carlo)   | Bob Marley Tito Bahiense | 3:52    |  |
| 10.                | "Adeus Bye Bye"                                                                   | Chico Santana Guiguio Juci Pital | 3:15    |  |
| 11.                | "Beleza Rara / Tum, Tum, Goiaba / Pra Sempre Ter Você / Fã / Miragem / Eva (Eva)" | Ed Grandão Leonardo Reis Márcio Brasil Eva Cavalcante Mônica San Galo Davi Salles Giancarlo Bigazzi Umberto Tozzi Marcos Ficarelli (versão) | 8:33    |  |
| 12.                | "Me Engana Que Eu Gosto" (part. Alexandre Pires)                                  | Gigi Sangalo Radamés Venâncio | 4:21    |  |
| 13.                | "Beijo de Hortelã"                                                                | Liah Soares | 3:44    |  |
| 14.                | "Só Num Sonho"                                                                    | Gigi Ivete Sangalo Radamés Venâncio | 4:26    |  |
| 15.                | "Cruisin'" (part. Saulo Fernandes)                                                | Smokey Robinson Marvin Tarplin | 4:09    |  |
| 16.                | "Real Fantasia"                                                                   | Codó Lima Fábio Alcântara Jorginho Magary Lord                                                                                              | 4:00    |  |
| 17.                | "Empurra, Empurra / Arerê"                                                        | Gilson Babilônia Alain Tavares | 4:25    |  |
| 18.                | "Careless Whisper"                                                                | George Michael Andrew Ridgeley | 5:12    |  |
| Duração total:     | Duração total:                                                                    | Duração total: | 1:16:24 |  |

| Edição de luxo(a) |                                                                                      |                                                                           |         |  |
| N.º               | Título                                                                               | Compositor(es)                                                            | Duração |  |
| 19.               | "Faraó (Divindade do Egito) / Ladeira do Pelô / Doce Obsessão" (part. Olodum)        | Luciano Gomes Betão Cabral Carlinhos Dias                                 | 5:32    |  |
| 20.               | "No Meio do Povão / Citação: Depois Que o Ilê Passar" (part. Stomp)                  | Rubem Tavares Jorginho Miltão                                             | 2:53    |  |
| 21.               | "Flor do Reggae / Mega Beijo"                                                        | Gigi Fabinho O'Brian Sangalo Lourenço                                     | 3:33    |  |
| 22.               | "Se Eu Não Te Amasse Tanto Assim / Quando a Chuva Passar"                            | Herbert Vianna Paulo Sérgio Valle Ramón Cruz                              | 5:27    |  |
| 23.               | "Cadê Dalila / Música Pra Pular Brasileira / Citação Instrumental: Índio Quer Apito" | Carlinhos Brown Alain Tavares Davi Salles Haroldo Lobo Milton de Oliveira | 3:46    |  |
| Duração total:    | Duração total:                                                                       | Duração total:                                                            | 1:36:15 |  |

Notas
- Nota a:  A edição deluxe foi lançada apenas para download digital no iTunes. Acompanha um encarte digital do álbum.

| DVD (edição padrão) |                                                                                      |          |  |
| N.º                 | Título                                                                               | Duração  |  |
| 1.                  | "O Tempo é Agora" (Abertura)                                                         |          |  |
| 2.                  | "Tempo de Alegria"                                                                   |          |  |
| 3.                  | "Acelera Aê (Noite do Bem) / Festa / Sorte Grande"                                   |          |  |
| 4.                  | "Vejo o Sol e a Lua"                                                                 |          |  |
| 5.                  | "Dançando"                                                                           |          |  |
| 6.                  | "Obediente"                                                                          |          |  |
| 7.                  | "Pra Frente"                                                                         |          |  |
| 8.                  | "Pra Você" (part. Bell Marques)                                                      |          |  |
| 9.                  | "No Meio do Povão / Citação: Depois Que o Ilê Passar" (part. Stomp)                  |          |  |
| 10.                 | "Flor do Reggae / Mega Beijo"                                                        |          |  |
| 11.                 | "Amor Que Não Sai"                                                                   |          |  |
| 12.                 | "Could You Be Loved / Citação Musical do Rap: Se Ligue" (part. Alexandre Carlo)      |          |  |
| 13.                 | "Adeus Bye Bye"                                                                      |          |  |
| 14.                 | "Beleza Rara / Tum, Tum, Goiaba / Pra Sempre Ter Você / Fã / Miragem / Eva (Eva)"    |          |  |
| 15.                 | "Faraó (Divindade do Egito) / Ladeira Do Pelô / Doce Obsessão" (part. Olodum)        |          |  |
| 16.                 | "No Brilho Desse Olhar" (part. Paulinho Andrade)                                     |          |  |
| 17.                 | "Me Engana Que Eu Gosto" (part. Alexandre Pires)                                     |          |  |
| 18.                 | "Só Num Sonho"                                                                       |          |  |
| 19.                 | "Beijo de Hortelã"                                                                   |          |  |
| 20.                 | "Cruisin'" (part. Saulo Fernandes)                                                   |          |  |
| 21.                 | "Real Fantasia"                                                                      |          |  |
| 22.                 | "Cadê Dalila / Música Pra Pular Brasileira / Citação Instrumental: Índio Quer Apito" |          |  |
| 23.                 | "Empurra, Empurra / Arerê"                                                           |          |  |
| Duração total:      | Duração total:                                                                       | 02:03:00 |  |

| DVD (Disco 1) |                                                                                   |         |  |
| N.º           | Título                                                                            | Duração |  |
| 1.            | "O Tempo é Agora" (Abertura)                                                      |         |  |
| 2.            | "Tempo de Alegria"                                                                |         |  |
| 3.            | "Acelera Aê (Noite do Bem) / Festa / Sorte Grande"                                |         |  |
| 4.            | "Vejo o Sol e a Lua"                                                              |         |  |
| 5.            | "Dançando"                                                                        |         |  |
| 6.            | "Na Base do Beijo / Manda Ver / Pra Abalar"                                       |         |  |
| 7.            | "Obediente"                                                                       |         |  |
| 8.            | "Pra Frente"                                                                      |         |  |
| 9.            | "Pra Você" (part. Bell Marques)                                                   |         |  |
| 10.           | "No Meio do Povão / Citação: Depois Que o Ilê Passar" (part. Stomp)               |         |  |
| 11.           | "Berimbau Metalizado"                                                             |         |  |
| 12.           | "Flor do Reggae / Mega Beijo"                                                     |         |  |
| 13.           | "Amor Que Não Sai"                                                                |         |  |
| 14.           | "Master Blaster (Jammin')"                                                        |         |  |
| 15.           | "Could You Be Loved / Citação Musical do Rap: Se Ligue" (part. Alexandre Carlo)   |         |  |
| 16.           | "Adeus Bye Bye"                                                                   |         |  |
| 17.           | "Muito Obrigado Axé"                                                              |         |  |
| 18.           | "Beleza Rara / Tum, Tum, Goiaba / Pra Sempre Ter Você / Fã / Miragem / Eva (Eva)" |         |  |

| DVD (Disco 2) |                                                                                      |         |  |
| N.º           | Título                                                                               | Duração |  |
| 1.            | "Faraó (Divindade do Egito) / Ladeira Do Pelô / Doce Obsessão" (part. Olodum)        |         |  |
| 2.            | "No Brilho Desse Olhar" (part. Paulinho Andrade)                                     |         |  |
| 3.            | "Me Engana Que Eu Gosto" (part. Alexandre Pires)                                     |         |  |
| 4.            | "Beijo de Hortelã"                                                                   |         |  |
| 5.            | "Faz Tempo / Deixo"                                                                  |         |  |
| 6.            | "Só Num Sonho"                                                                       |         |  |
| 7.            | "Se Eu Não Te Amasse Tanto Assim / Quando a Chuva Passar"                            |         |  |
| 8.            | "Cruisin'" (part. Saulo Fernandes)                                                   |         |  |
| 9.            | "Real Fantasia"                                                                      |         |  |
| 10.           | "Cadê Dalila / Música Pra Pular Brasileira / Citação Instrumental: Índio Quer Apito" |         |  |
| 11.           | "Empurra, Empurra / Arerê"                                                           |         |  |
| 12.           | "Créditos"                                                                           |         |  |
| 13.           | "Careless Whisper"                                                                   |         |  |

| Blu-ray        |                                                                                      |         |  |
| N.º            | Título                                                                               | Duração |  |
| 1.             | "O Tempo é Agora" (Abertura)                                                         |         |  |
| 2.             | "Tempo de Alegria"                                                                   |         |  |
| 3.             | "Acelera Aê (Noite do Bem) / Festa / Sorte Grande"                                   |         |  |
| 4.             | "Vejo o Sol e a Lua"                                                                 |         |  |
| 5.             | "Dançando"                                                                           |         |  |
| 6.             | "Na Base do Beijo / Manda Ver / Pra Abalar"                                          |         |  |
| 7.             | "Obediente"                                                                          |         |  |
| 8.             | "Pra Frente"                                                                         |         |  |
| 9.             | "Pra Você" (part. Bell Marques)                                                      |         |  |
| 10.            | "No Meio do Povão / Citação: Depois Que o Ilê Passar" (part. Stomp)                  |         |  |
| 11.            | "Berimbau Metalizado"                                                                |         |  |
| 12.            | "Flor do Reggae / Mega Beijo"                                                        |         |  |
| 13.            | "Amor Que Não Sai"                                                                   |         |  |
| 14.            | "Master Blaster (Jammin')"                                                           |         |  |
| 15.            | "Could You Be Loved / Citação Musical do Rap: Se Ligue" (part. Alexandre Carlo)      |         |  |
| 16.            | "Adeus Bye Bye"                                                                      |         |  |
| 17.            | "Muito Obrigado Axé"                                                                 |         |  |
| 18.            | "Beleza Rara / Tum, Tum, Goiaba / Pra Sempre Ter Você / Fã / Miragem / Eva (Eva)"    |         |  |
| 19.            | "Faraó (Divindade do Egito) / Ladeira Do Pelô / Doce Obsessão" (part. Olodum)        |         |  |
| 20.            | "No Brilho Desse Olhar" (part. Paulinho Andrade)                                     |         |  |
| 21.            | "Me Engana Que Eu Gosto" (part. Alexandre Pires)                                     |         |  |
| 22.            | "Beijo De Hortelã"                                                                   |         |  |
| 23.            | "Faz Tempo / Deixo"                                                                  |         |  |
| 24.            | "Só Num Sonho"                                                                       |         |  |
| 25.            | "Se Eu Não Te Amasse Tanto Assim / Quando a Chuva Passar"                            |         |  |
| 26.            | "Cruisin'" (part. Saulo Fernandes)                                                   |         |  |
| 27.            | "Real Fantasia"                                                                      |         |  |
| 28.            | "Cadê Dalila / Música Pra Pular Brasileira / Citação Instrumental: Índio Quer Apito" |         |  |
| 29.            | "Empurra, Empurra / Arerê"                                                           |         |  |
| 30.            | "Créditos"                                                                           |         |  |
| 31.            | "Careless Whisper"                                                                   |         |  |
| Duração total: | Duração total:                                                                       | 2:15:50 |  |

## Desempenho nas tabelas musicais e certificação
| País — Tabela musical (2014) | Posição de pico |
| ---------------------------- | --------------- |
| Brasil (TOP 20 Semanal ABPD) | 1               |

| País — Tabela musical (2014) | Posição de pico |
| ---------------------------- | --------------- |
| Brasil (TOP 20 Semanal ABPD) | 1               |

| País — Tabela musical (2014) | Posição de pico |
| ---------------------------- | --------------- |
| Brasil (ABPD)                | 7               |

| Região                                                                                             | Certificação | Unidades/Vendas |
| -------------------------------------------------------------------------------------------------- | ------------ | --------------- |
| Brasil (Pro-Música Brasil)                                                                         | Ouro         | 40,000          |
| Brasil (Pro-Música Brasil) DVD                                                                     | 2× Platina   | 500,000*        |
| *números de vendas baseados somente na certificação ^distribuições baseadas apenas na certificação |              |                 |